# Nikolaos Loizidis
Nikolaos (Nikos) Loizidis (gr. Νικόλαος (Νίκος) Λοϊζίδης; ur. 13 października 1979) – grecki zapaśnik walczący w stylu wolnym. Olimpijczyk z Sydney 2000, gdzie zajął szesnaste miejsce w kategorii 69 kg.
Dwukrotny uczestnik mistrzostw świata; szósty w 1999 i siódmy w 2003. Dziesiąty na mistrzostwach Europy w 1999. Trzeci na MŚ juniorów w 1998 roku.
Brat Lazarosa Loizidisa, zapaśnika i olimpijczyka z Atlanty 1996 i Aten 2004.
- Turniej w Sydney 2000

Przegrał wszystkie walki, kolejno z Kolumbijczykiem Edisonem Hurtado, Arajikiem Geworkianem z Armenii i Rosjaninem Arsenem Gitinowem.